# Christian Ditlev Carl Rantzau
Christian Ditlev Carl rigsgreve Rantzau (født 8. oktober 1772 på Rastorf, død 23. februar 1812 i Kiel) var en holstensk overpræsident (borgmester), far til Otto Rantzau.
Han var en søn af rigsgreve Christian Emil Rantzau til Rastorf og Anna Sabine f. Buchwald. I årene 1788-92 studerede han i Kiel og Göttingen, blev sidstnævnte år kammerjunker og 1793 auskultant i Økonomi- og Kommercekollegiet. 1796 blev han medlem af det af samtlige godsejere i Hertugdømmerne dannede udvalg til hoveriets afskaffelse. 1797 blev han deputeret i Kommercekollegiet og 1801 i Tyske Kancelli indtil 1809, da han udnævntes til overpræsident for byen Kiel og kurator for Universitetet. 1802-09 var han tillige medlem af Den ekstraordinære Finanskommission og fra 1798 medlem af Kreditkassekommissionen. 1797 var han blevet kammerherre og 1811 Kommandør af Dannebrogordenen. Rantzaus mærkelige og interessante personlighed er udførlig skildret af Johan Georg Rist i dennes livserindringer. Blandt hele den unge adel her hjemme på hans tid kunne ingen lignes med ham i omfattende kundskaber, skarpsindighed og arbejdslyst. Ærgerrigheden var hans største svaghed: han følte sig tilsidesat og forbigået under sin higen efter de højeste stillinger, og han, der gav anledning til så store forhåbninger, døde i sine bedste år, "brudt paa Legeme og Hjærte", 23. februar 1812. På sit gods Ascheberg indførte han store forbedringer i bøndernes kår og reformerede skolerne.
I Danmark ejede han omkring 1800 godserne Sæbygård, Falkenhøj og Frihedslund.
Rantzau havde 17. september 1795 i Regensburg ægtet den rigtbegavede Charlotte Henriette Susanne von Diede (3. marts 1773 i London – 30. maj 1846 på Seeburg ved Kiel), datter af gehejmeråd Wilhelm Christopher von Diede. Han er begravet i Kiel.
Rantzau er afbildet som barn på et familieportræt (Rastorf). Der findes også kobberstik.